# Sonneratia
Sonneratia es un género con 20 especies de plantas con flores perteneciente a la familia Lythraceae. 

## Descripción
Son árboles que crecen en los manglares, preferentemente en los bajos de marea fangosa. 
El fruto de algunas especies es comestible. Antes este género formaba parte de una familia llamada Sonneratiaceae que agrupaba Sonneratia y Duabanga. Actualmente estos dos géneros tienen sus propias subfamilias monotípicas dentro de la familia Lythraceae.

## Especies
- Sonneratia acida L.f.
- Sonneratia alba Griff.
- Sonneratia apetala Buch.-Ham.
- Sonneratia caseolaris L. ) Engl.
- Sonneratia evenia Blume
- Sonneratia griffithii Kurz
- Sonneratia gulngai N.C.Duke
- Sonneratia hainanensis W.C.Ko , E.Y.Chen &  W.Y.Chen
- Sonneratia iriomotensis Masam.
- Sonneratia lanceolata Blume –[1]
- Sonneratia mossambicensis Klotzsch
- Sonneratia neglecta Blume
- Sonneratia obovata Blume
- Sonneratia ovalis Korth.
- Sonneratia ovata Backer
- Sonneratia pagatpat Blanco - pegatpat de Filipinas[2]
- Sonneratia paracaseolaris W.C.Ko, E.Y.Chen & W.Y.Chen
- Sonneratia punctata J.F.Gmel.
- Sonneratia rubra Oken
- Sonneratia urama N.C.Duke

## Sinonimia
- Blatti